# Quelques atomes de carbone
Quelques atomes de carbone est la troisième histoire de la série de bande dessinée franco-belge Champignac, créée par BéKa (scénario) et David Etien (dessin). Elle est publiée pour la première fois dans le journal Spirou, puis parait sous forme d'album en 2023 aux éditions Dupuis,.
Champignac est une série dérivée de Spirou et Fantasio consacrée à l'un de ses personnages récurrents, le Comte de Champignac.

## Résumé
À la suite d'un drame personnel, Pacôme de Champignac ne sort plus beaucoup et reste enfermé dans son laboratoire. C'est alors que Margaret Sanger, pionnière du planning familial, débarque au château : elle a entendu parler des recherches du comte en matière de contraception. Celui-ci décide alors de l'accompagner à Boston aux États-Unis, pour tenter de convaincre un grand laboratoire de développer une pilule révolutionnaire.

## Personnages
- Pacôme de Champignac : savant belge. Originellement spécialisé en mycologie, ses domaines de compétences sont assez larges ;
- Miss Blair MacKenzie : jeune femme écossaise, spécialiste en cryptologie. Amour de Pacôme ;
- Margaret Sanger : militante américaine, pionnière de la contraception.

## Publication

### Revues
- Journal Spirou : du no 4423 du 18 janvier 2023 au no 4429 du 1er mars 2023[4].

### Albums
- Édition originale : 56 planches, Dupuis, 7 avril 2023 (DL 04/2023)  (ISBN 979-10-34768-48-6)